# Aqüeducte de Bar
L'Aqüeducte de Bar (en serbi: Barski akvadukt) és un aqüeducte de pedra, situat a la part nord de Stari Bar, el nucli antic de Bar, (4 km al nord del centre de la ciutat de Bar), a Montenegro. L'aqüeducte és l'únic que queda a Montenegro, i un dels aqüeductes més grans i millor conservats dels tres de l'antiga Iugoslàvia, a saber, l'Aqüeducte de Dioclecià, prop de Split, Croàcia, i l'Aqüeducte de Skopje, prop de Skopje, a Macedònia del Nord.

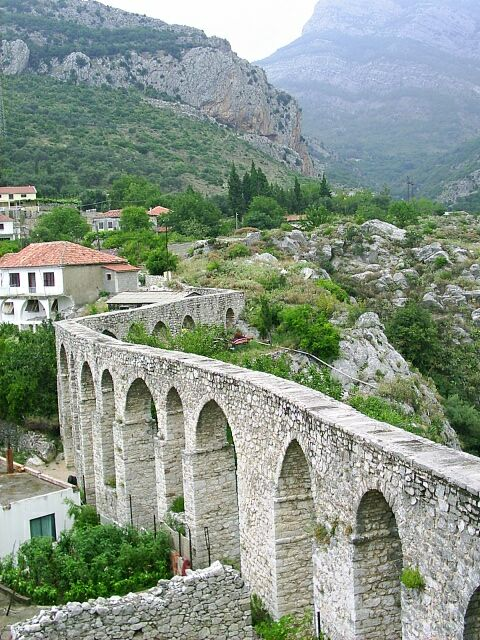
Unaltre visió de l'aqüeducte de Bar

L'aqüeducte va ser construït durant el govern de l'Imperi Otomà, al segle xvi, i inclou un pont sobre la vall. Va servir per al subministrament d'aigua del poble de Stari Bar, portant aigua a una distància de 3 km des d'un moll a la Muntanya Rumija fins al poble. L'estructura del pont-aqüeducte, consta de disset grans arcs de diferents amples, que reposen en divuit pilars massius.
Després del devastador terratrèmol (de magnitud 6,9) que va tenir lloc el 15 d'abril de 1979, a les 06:19 AM, l'aqüeducte que abastia d'aigua a la ciutat ser completament destruït. La població va ser abandonada, i la nova ciutat de Bar es va construir a la costa amb noves instal·lacions portuàries. Posteriorment l'aqüeducte va ser completament renovat, tornant-lo a utilitzar per abastir d'aigua el poble, provocant un lent retorn de gent al poble en l'actualitat.